# Luca Grünwald

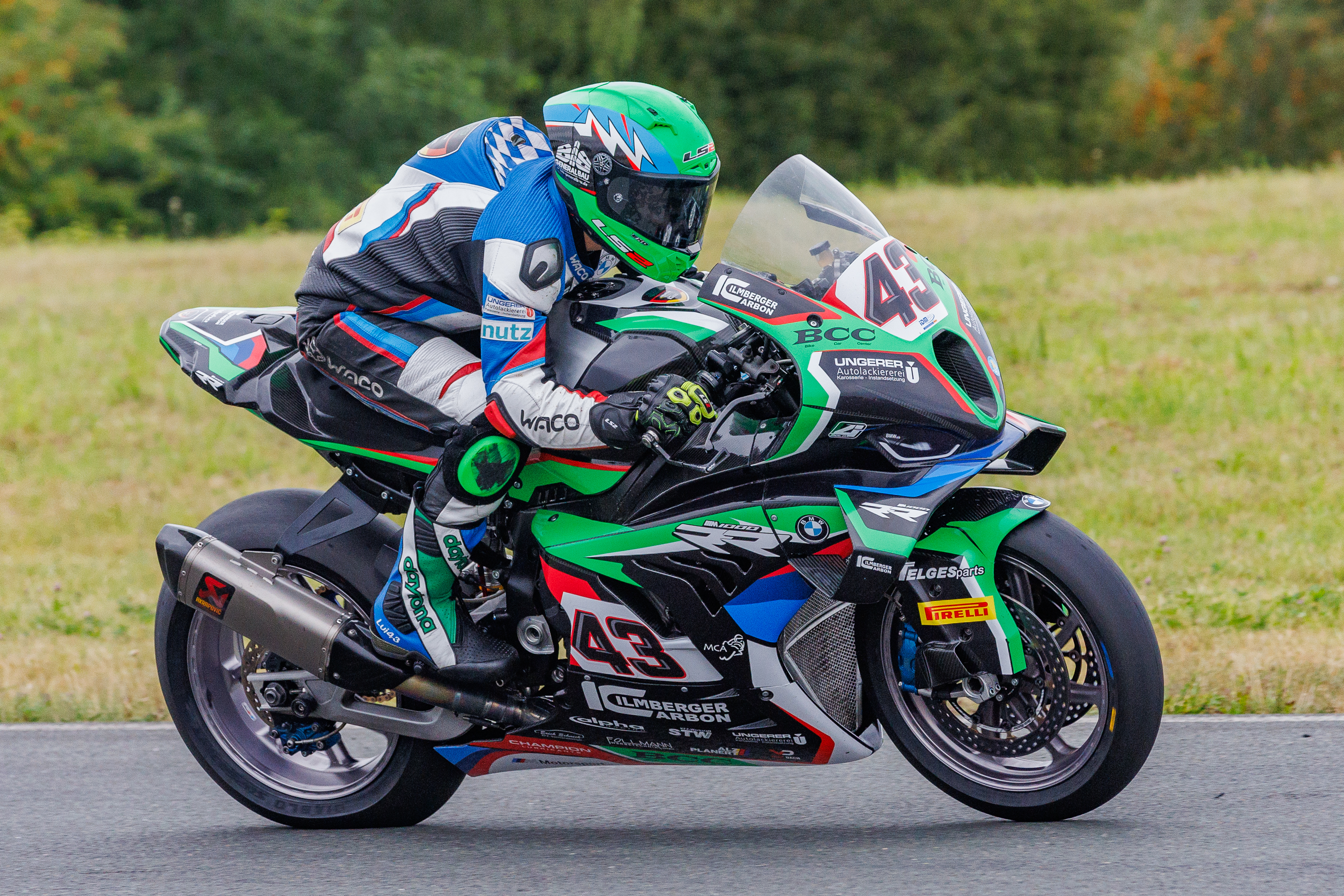
Luca Grünwald 2024 auf dem Schleizer Dreieck

Luca Grünwald (* 10. November 1994 in Mühldorf am Inn) ist ein deutscher Motorradrennfahrer.

## Karriere
Grünwald fuhr zunächst Minibike. Nachdem er in der Saison 2004 den vierten Platz und ein Jahr später den zweiten Platz erreichen konnte, wurde er 2006 Meister im Mini Bike Cup. In der Saison 2007 stieg Grünwald in den ADAC Junior Cup auf und wurde als jüngster Starter mit vier Siegen Meister. Im Jahr 2008 ging er erstmals in der Internationalen Deutschen Motorradmeisterschaft in der Klasse bis 125 cm³ an den Start und wurde elfter. Im Darauf folgenden Jahr erreichte Grünwald seine ersten Platzierungen auf dem Podest und Gesamtrang vier.
Für die Saison 2010 folgte der Wechsel ins Team Freudenberg und somit der erste IDM-Titel auf einer 125-cm³-Seel. Im Jahr 2012 wird Grünwald auf KTM erster Sieger der neu geschaffenen IDM Moto3 Kategorie. Er errang zwölf Siege und einen achten Platz beim WM-Gaststart auf dem Sachsenring. In der Saison 2014 folgte der Aufstieg in die Motorrad-Weltmeisterschaft, wo er mit dem Kiefer Racing Team in der Moto3-Klasse an den Start ging. Grünwald erreichte die Punkteränge allerdings nicht.
In der Saison 2015 fuhr Grünwald erstmals in der IDM Superbike auf Kawasaki. Er erreichte Position sieben in der Gesamtwertung.
Es folgte eine weitere Saison im Freudenberg Racing Team, wo er Vizemeister in der IDM Superstock 1000 wurde. Grünwald siegte in vier Rennen.
Für die Saison 2018 gab Grünwald seine Teilnahme an der Supersport 300-WM im Rahmen der Superbike-Weltmeisterschaft bekannt. Er konnte das Rennen in Assen gewinnen und beendete die Saison auf Gesamtrang 4.
In der Saison 2020 startete Grünwald für das Team Kawasaki Schnock Team Motorex in der IDM Supersport 600. In acht Rennen fuhr er sechs Mal auf das Podium und wurde damit Deutscher Meister, ohne ein Rennen zu gewinnen.
2021 wird Grünwald in die Superbike-Kategorie der IDM zurückkehren. Er fährt auf einer BMW S 1000 RR für Kiefer Racing.
Luca Grünwald lebt in Waldkraiburg.

## Statistik

### Erfolge
- 2006 – ADAC-Mini-Bike-Cup-Sieger
- 2007 – ADAC-Junior-Cup-Sieger
- 2010 – Deutscher 125-cm³-Meister auf Seel
- 2012 – Deutscher Moto3-Meister auf KTM
- 2020 – Deutscher Supersport 600-Meister auf Kawasaki

### Ehrungen
- ADAC Junior Motorsportler des Jahres: 2007

### In der Motorrad-Weltmeisterschaft
| Saison | Klasse  |                         | Motorrad  | Rennen | Siege | Podien | Poles | Punkte | Ergebnis |
| ------ | ------- | ----------------------- | --------- | ------ | ----- | ------ | ----- | ------ | -------- |
| 2011   | 125 cm³ | Freudenberg Racing Team | KTM       | 3      | –     | –      | –     | –      | –        |
| 2012   | Moto3   | Freudenberg Racing Team | Honda     | 2      | –     | –      | –     | 8      | 27.      |
| 2013   | Moto3   | Kiefer Racing           | Kalex-KTM | 2      | –     | –      | –     | –      | –        |
| 2014   | Moto3   | Kiefer Racing           | Kalex-KTM | 16     | –     | –      | –     | –      | –        |
| 2018   | Moto3   | Freudenberg Racing Team | KTM       | 1      | –     | –      | –     | –      | –        |
| Gesamt | Gesamt  | Gesamt                  | Gesamt    | 24     | 0     | 0      | 0     | 8      |          |

### In der Supersport-Weltmeisterschaft
(Stand: Saisonende 2021)
| Saison | Team       | Motorrad        | Rennen | Siege | Podien | Poles | Punkte | Ergebnis |
| ------ | ---------- | --------------- | ------ | ----- | ------ | ----- | ------ | -------- |
| 2021   | HRP Suzuki | Suzuki GSX-R600 | 2      | –     | –      | –     | 3      | 43.      |
| Gesamt | Gesamt     | Gesamt          | 2      | –     | –      | –     | 3      |          |

### In der Supersport-300-Weltmeisterschaft
| Saison |                    | Motorrad     | Rennen | Siege | Podien | Poles | Punkte | Ergebnis |
| ------ | ------------------ | ------------ | ------ | ----- | ------ | ----- | ------ | -------- |
| 2018   | Freudenberg Racing | KTM RC 390 R | 8      | 1     | 1      | –     | 78     | 4.       |
| Gesamt | Gesamt             | Gesamt       | 8      | 1     | 1      | 0     | 78     |          |

### In der IDM-125-cm³
| Saison | Team                            | Motorrad | Rennen | Siege | Podien | Poles | Punkte | Ergebnis |
| ------ | ------------------------------- | -------- | ------ | ----- | ------ | ----- | ------ | -------- |
| 2008   | ADAC Sport Team Südbayern e. V. | Honda    | 8      | –     | –      | –     | 39     | 12.      |
| 2009   | ADAC Sport Team Südbayern e. V. | Honda    | 8      | –     | 3      | –     | 77     | 5.       |
| 2010   | Freudenberg Racing Team         | Seel     | 12     | 4     | 8      | 2     | 235    | Meister  |
| 2011   | Freudenberg Racing Team         | KTM      | 8      | 1     | 1      | 1     | 78     | 5.       |
| Gesamt | Gesamt                          | Gesamt   | 36     | 5     | 10     | 3     | 419    | 1 Titel  |

### In der IDM-Moto3
| Saison | Team                    | Motorrad | Rennen | Siege | Podien | Poles | Punkte | Ergebnis |
| ------ | ----------------------- | -------- | ------ | ----- | ------ | ----- | ------ | -------- |
| 2012   | Freudenberg Racing Team | Honda    | 16     | 12    | 12     | 6     | 300    | Meister  |
| Gesamt | Gesamt                  | Gesamt   | 16     | 12    | 12     | 6     | 300    | 1 Titel  |

### In der IDM-Supersport 600
| Saison | Team                               | Motorrad       | Rennen | Siege | Podien | Poles | Punkte | Ergebnis |
| ------ | ---------------------------------- | -------------- | ------ | ----- | ------ | ----- | ------ | -------- |
| 2013   | Team Motorrad Bayer-Bikebox Racing | Yamaha YZF-R6  | 16     | –     | 4      | –     | 153    | 7.       |
| 2019   | Kawasaki Schonck Team Motorex      | Kawasaki ZX-6R | 13     | 1     | 2      | –     | 104    | 8.       |
| 2020   | Kawasaki Schonck Team Motorex      | Kawasaki ZX-6R | 8      | –     | 6      | –     | 131    | Meister  |
| Gesamt | Gesamt                             | Gesamt         | 37     | 1     | 12     | 0     | 388    | 1 Titel  |

### In der IDM-Superbike
| Saison | Team                            | Motorrad            | Rennen | Siege | Podien | Poles | Punkte | Ergebnis |
| ------ | ------------------------------- | ------------------- | ------ | ----- | ------ | ----- | ------ | -------- |
| 2015   | Weber-Diener Racing Team        | Kawasaki ZX-10RR    | 16     | –     | –      | –     | 83     | 7.       |
| 2017   | Team Suzuki Mayer               | Suzuki GSX-R 1000   | 14     | –     | –      | –     | 110    | 8.       |
| 2021   | Kiefer Racing                   | BMW S 1000 RR       | 12     | –     | 5      | –     | 144    | 3.       |
| 2022   | HRP Holzhauer Racing Promotion  | Honda CBR 1000 RR-R | 4      | –     | 1      | –     | 51     | 13.      |
| 2023   | Kawasaki Weber Motos Racing     | Kawasaki ZX-10RR    | 4      | –     | –      | –     | 25     | 16.      |
| 2024   | BCC-Alpha-Ilmberger Racing Team | BMW M 1000 RR       | 6      | –     | –      | –     | 14     | 15.      |
| Gesamt | Gesamt                          | Gesamt              | 56     | 0     | 6      | 0     | 427    |          |

### In der IDM-Superstock 1000
| Saison | Team                    | Motorrad      | Rennen | Siege | Podien | Poles | Punkte | Ergebnis |
| ------ | ----------------------- | ------------- | ------ | ----- | ------ | ----- | ------ | -------- |
| 2016   | Freudenberg Racing Team | Yamaha YZF-R1 | 16     | 4     | 10     | –     | 265    | 2.       |
| Gesamt | Gesamt                  | Gesamt        | 16     | 14    | 10     | 0     | 265    | 1 Titel  |

### In der CEV Moto3-Junioren-Weltmeisterschaft
| Saison | Motorrad | Rennen | Siege | Podien | Poles | Punkte | Ergebnis |
| ------ | -------- | ------ | ----- | ------ | ----- | ------ | -------- |
| 2013   | KTM      | 2      | –     | –      | –     | 12     | 23.      |
| Gesamt | Gesamt   | 2      | 0     | 0      | 0     | 12     |          |